# 아이돌마스터
아이돌마스터(THE IDOLM@STER)는 반다이 남코 엔터테인먼트 (구 남코)에서 발매되고 있는 육성 시뮬레이션 게임, 및 미디어 믹스의 시리즈. 약칭은 아이마스. 아이돌물 중 가장 수익을 많이 벌고 있다.

## 시리즈 작품 일람
| 타이틀                                         | 발매일           | 장르                              | 플랫폼                  |
| ---------------------------------------------- | ---------------- | --------------------------------- | ----------------------- |
| THE IDOLM@STER                                 | 2005년 7월 26일  | 아이돌 프로듀스                   | 아케이드                |
| THE IDOLM@STER                                 | 2007년 1월 25일  | 아이돌 육성 시뮬레이션            | 엑스박스 360            |
| THE IDOLM@STER LIVE FOR YOU!                   | 2008년 2월 28일  | 라이브 시뮬레이션                 | Xbox 360                |
| THE IDOLM@STER SP                              | 2009년 2월 19일  | 아이돌 프로듀스                   | PSP                     |
| THE IDOLM@STER Dearly Stars                    | 2009년 9월 17일  | 톱 아이돌 어드벤쳐                | DS                      |
| 아이돌마스터 모바일                            | 2010년 12월 21일 | 에리어 게임                       | 피처 폰 (모바일 컨텐츠) |
| THE IDOLM@STER 2                               | 2011년 2월 24일  | 아이돌 유닛 프로듀스              | Xbox 360                |
| THE IDOLM@STER 2                               | 2011년 10월 27일 | 아이돌 유닛 프로듀스              | PS3                     |
| 아이돌마스터 신데렐라 걸즈                     | 2011년 11월 28일 | 소셜 게임                         | Mobage                  |
| 아이돌마스터 모바일 i                          | 2012년 3월 30일  | 에리어 게임                       | iOS                     |
| THE IDOLM@STER SHINY FESTA                     | 2012년 10월 25일 | 애니메이션 첨부·아이마스리즘 게임 | PSP                     |
| THE IDOLM@STER SHINY FESTA                     | 2013년 4월 22일  | 애니메이션 첨부·아이마스리즘 게임 | iOS                     |
| 아이돌마스터 밀리언 라이브!                    | 2013년 2월 27일  | 아이돌 그룹·프로듀스 게임         | GREE                    |
| 아이마스체넬                                   | 2013년 10월 2일  | PS3용 아이마스 콘텐츠 홈 어플리   | PS3                     |
| 아이돌마스터 원 포 올                          | 2014년 5월 15일  | 아이돌 프로듀스                   | PS3                     |
| 아이돌마스터 SideM                             | 2014년 7월 17일  | 드라마틱 아이돌 육성 카드게임     | Mobage                  |
| 아이돌마스터 신데렐라 걸즈 스타라이트 스테이지 | 2015년 9월 3일   | 아이돌 리듬 게임                  | iOS, Android            |
| THE IDOLM@STER MUST SONGS 빨강반/파랑반        | 2015년 12월 10일 | 10주년 기념 베스트 앨범·리듬 게임 | PS Vita                 |
| 아이돌마스터 밀리언 라이브! 시어터 데이즈      | 2017년 6월 29일  | 아이돌 리듬 게임                  | iOS, Android            |
| 아이돌마스터 SideM LIVE ON ST@GE!              | 2017년 8월 20일  | 아이돌 리듬 게임                  | iOS, Android            |
| 아이돌마스터 스텔라 스테이지                   | 2017년 12월 21일 | 아이돌 육성 라이브 게임           | PS4                     |
| 아이돌마스터 샤이니 컬러즈                     | 2018년 4월 24일  | 소셜 게임                         | enza                    |
| 아이돌마스터 샤이니 컬러즈                     | 2019년 2월 14일  | 소셜 게임                         | Android                 |
| 아이돌마스터 샤이니 컬러즈                     | 2019년 3월 5일   | 소셜 게임                         | iOS                     |
| 아이돌마스터 팝 링크스                         | 2021년 1월 21일  | 아이돌 리듬 게임                  | iOS, Android            |
| 아이돌마스터 스탈릿 시즌                       | 2021년 5월 27일  | 아이돌 육성 라이브 게임           | PS4, Steam              |

## 역사
2000년대 초두, '두근두근 메모리얼 시리즈'가 전성기를 맞이해 아케이드 게임으로 갸루게를 실현할 수 있도록 기획이 일어선다. 이는 리라이터블 카드를 이용한 세이브 기능을 활용해 육성한다는 것으로, 아케이드만이 가능한 통신을 사용한 경쟁이라는 테마에 적절하고 있는 것 외, 모닝구무스메를 필두로 한 아이돌 붐의 한중간이었던 영향도 있어, 아이돌이 선택되었다. 2001년 10월에 '드래곤 연대기'의 케이스를 베이스로 개발이 개시되었지만, 전례가 없는 것이기에 곤란을 다해 긴 제작 기간을 거쳐, 2005년 7월 26일에 1작째의 'THE IDOLM@STER'가 가동을 개시했다.
아케이드 게임으로부터 콘솔 게임으로의 이식은 아케이드 가동 전부터 생각해져, 2007년 1월 25일에 엑스박스 360판의 'THE IDOLM@STER'가 발매되었다. 이 후 라이브 씬이나 스토리를 부담없이 즐긴다는 조류가 현저하게 되어, 또 동시기에 서비스가 개시된 니원고의 니코니코 동화 상에서 게임의 라이브 씬에 아이돌마스터 외도 포함한 여러 가지 음악을 조합한 동영상 ('니코마스'라고 불리고 있다)가 다수 투고되는 등, 유저·커뮤니티가 확대해 갔다. 이 안, 라이브 씬을 부담없이 즐길 수 있도록,이라는 컨셉 아래, 2008년 2월 28일에 'THE IDOLM@STER LIVE FOR YOU!'가 발매되었다.

## 매상
콘솔 게임의 시리즈 작품은 2014년 6월까지 120만개를 출하하고 있다. 컨슈머 게임을 위한 제1작째의 엑스박스 360판 'THE IDOLM@STER'는 다운로드 컨텐츠의 매상이 3억 엔을 돌파해, Xbox 360 전용의 컨텐츠로는 2008년 1월 시점에서 세계 제3위를 기록하고 있다.
관련 CD·DVD·Blu-ray의 누계 출하 매수는 일본 컬럼비아에서 발매되고 있는 것이 2012년 11월까지 200만 장을 돌파하고 있어, '신데렐라 걸즈'의 싱글 시리즈 'THE IDOLM@STER CINDERELLA MASTER 001 - 005'가 5작 동시에 오리콘 싱글 차트 톱10 들이를 기록하고 있는 것 외에 7주년 라이브 'THE IDOLM@STER 7th ANNIVERSARY 765 PRO ALLSTARS 모두와 함께!'의 모양을 수록한 Blu-ray가 오리콘주일 BD 차트에서 1위를 기록하고 있다. 또, 애니메이션 'THE IDOLM@STER' 및 게임 'THE IDOLM@STER 2'의 콘셉트 음반 'THE IDOLM@STER ANIM@TION MASTER 생방임까 SPECIAL 01'이 제54회 일본 레코드 대상에서 기획상을 수상하고 있다.

## 라이브 이벤트
아이돌 캐릭터를 연기하는 성우에 의한 라이브 이벤트가 초기부터 행해지고 있다. '신데렐라 걸즈'의 라이브 이벤트는 아이돌마스터 신데렐라 걸즈#주된 라이브·이벤트, '밀리언 라이브!'의 라이브 이벤트는 아이돌마스터 밀리언 라이브!#라이브 이벤트, SideM의 라이브 이벤트는 아이돌마스터 SideM#라이브 이벤트를 참조.
| 공연년 | 타이틀                                                        | 타이틀                                                        | 공연일·회장                                      | 출연자 | 출처          |
| ------ | ------------------------------------------------------------- | ------------------------------------------------------------- | ------------------------------------------------ | --- | ------------- |
| 2006년 | THE IDOLM@STER 1 st ANNIVERSARY LIVE                          | THE IDOLM@STER 1 st ANNIVERSARY LIVE                          | 7월 23일 싱키바 STUDIO COAST                     | 나카무라 에리코, 오치아이 유리카, 와카바야시 나오미, 타카하시 치아키, 이마이 아사미, 히라타 히로미, 쿠기미야 리에, 니고 마야코, 시모다 아사미, 타키타 쥬리                                                                 | [ 17 ]        |
| 2007년 | THE IDOLM@STER ALL STAR LIVE 2007                             | THE IDOLM@STER ALL STAR LIVE 2007                             | 4월 1일 오다이바 Zepp TOKYO                      | 나카무라 에리코, 오치아이 유리카, 와카바야시 나오미, 타카하시 치아키, 이마이 아사미, 히라타 히로미, 쿠기미야 리에, 니고 마야코, 시모다 아사미, 하세가와 아키코, 타키타 쥬리                                                | [ 18 ]        |
| 2007년 | Go to the NEXTSTAGE!! THE IDOLM@STER GREAT PARTY              | @TOKYO                                                        | 10월 28일 시부야 O-EAST                          | 나카무라 에리코, 이마이 아사미, 시모다 아사미, 니고 마야코, 히라타 히로미, 와카바야시 나오미, 타키타 쥬리 | [ 19 ]        |
| 2007년 | Go to the NEXTSTAGE!! THE IDOLM@STER GREAT PARTY              | @OSAKA                                                        | 11월 3일 오사카 신사이바시 BIG CAT               | 나카무라 에리코, 이마이 아사미, 시모다 아사미, 니고 마야코, 타카하시 치아키, 하세가와 아키코, 타키타 쥬리 | [ 20 ]        |
| 2007년 | Go to the NEXTSTAGE!! THE IDOLM@STER GREAT PARTY              | @TOKYO+                                                       | 11월 4일 시부야 O-EAST                           | 나카무라 에리코, 이마이 아사미, 니고 마야코, 시모다 아사미, 와카바야시 나오미, 타카하시 치아키, 히라타 히로미, 하세가와 아키코, 타키타 쥬리                                                                                |               |
| 2008년 | Go to the NEW STAGE! THE IDOLM@STER 3rd ANNIVERSARY LIVE      | Go to the NEW STAGE! THE IDOLM@STER 3rd ANNIVERSARY LIVE      | 7월 27일 파시피코 요코하마 국립대 홀             | 나카무라 에리코, 와카바야시 나오미, 타카하시 치아키, 이마이 아사미, 히라타 히로미, 쿠기미야 리에, 니고 마야코, 시모다 아사미, 하세가와 아키코, 타키타 쥬리, 누마쿠라 마나미, 원인실 스페셜 게스트: 쿠시타 아키라           | [ 21 ]        |
| 2009년 | THE IDOLM@STER 4th ANNIVERSARY PARTY SPECIAL DREAM TOUR'S!!   | 나고야 공연                                                   | 5월 17일 CLUB DIAMOND HALL (아이치현)            | 나카무라 에리코, 이마이 아사미, 니고 마야코, 하세가와 아키코, 누마쿠라 마나미, 원인열매 | [ 22 ]        |
| 2009년 | THE IDOLM@STER 4th ANNIVERSARY PARTY SPECIAL DREAM TOUR'S!!   | 후쿠오카 공연                                                 | 5월 24일 DRUM LOGOS(후쿠오카현)                  | 오치아이 유리카, 와카바야시 나오미, 시모다 아사미, 하세가와 아키코, 누마쿠라 마나미 | [ 23 ]        |
| 2009년 | THE IDOLM@STER 4th ANNIVERSARY PARTY SPECIAL DREAM TOUR'S!!   | 도쿄 공연                                                     | 5월 30일 JCB 홀(도쿄도)                          | 나카무라 에리코, 이마이 아사미, 니고 마야코, 와카바야시 나오미, 타카하시 치아키, 히라타 히로미, 하세가와 아키코, 누마쿠라 마나미, 하라 유미, 타키타 쥬리, 호 마츠 하루카, 화택향채                                         | [ 24 ]        |
| 2009년 | THE IDOLM@STER 4th ANNIVERSARY PARTY SPECIAL DREAM TOUR'S!!   | 오사카 공연                                                   | 7월 23일 남바 hatch(오사카부)                    | 나카무라 에리코, 이마이 아사미, 니고 마야코, 히라타 히로미, 하라 유미, 타키타 쥬리, 누마쿠라 마나미 | [ 25 ]        |
| 2009년 | THE IDOLM@STER 2009 H@ppy Christm@s P@rty!!                   | THE IDOLM@STER 2009 H@ppy Christm@s P@rty!!                   | 12월 23일 싱키바 STUDIO COAST(도쿄도)            | 나카무라 에리코, 하세가와 아키코, 이마이 아사미, 히라타 히로미, 시모다 아사미, 하라 유미, 누마쿠라 마나미, 와카바야시 나오미                                                                                               | [ 26 ]        |
| 2010년 | THE IDOLM@STER 5th ANNIVERSARY The world is all one !!        | THE IDOLM@STER 5th ANNIVERSARY The world is all one !!        | 7월 3 · 4일 마쿠하리 이벤트 홀 (지바현)          | 양일 출연: 나카무라수양 자식, 하세가와 아키코, 시모다 아사미, 하라 유미, 누마쿠라 마나미, 쿠기미야 리에, 니고 마야코, 히라타 히로미, 타키타 쥬리, 이마이 아사미, 타카하시 치아키, 와카바야시 나오미 4일만: 아사쿠라 아즈미 | [ 27 ]        |
| 2011년 | THE IDOLM@STER 2 765pro H@PPINESS NEW YE@R P@RTY !! 2011      | THE IDOLM@STER 2 765pro H@PPINESS NEW YE@R P@RTY !! 2011      | 1월 10일 파시피코 요코하마 국립대 홀(가나가와현) | 나카무라 에리코, 이마이 아사미, 니고 마야코, 히라타 히로미, 시모다 아사미, 하세가와 아키코, 와카바야시 나오미, 하라 유미, 누마쿠라 마나미, 아사쿠라 아즈미                                                                 | [ 28 ]        |
| 2011년 | THE IDOLM@STER 6th ANNIVERSARY SMILE SUMMER FESTIV@L!         | 도쿄 공연                                                     | 6월 25일 TOKYO DOME CITY HALL (도쿄도)           | 나카무라 에리코, 하세가와 아키코, 이마이 아사미, 하라 유미, 와카바야시 나오미, 누마쿠라 마나미, 니고 마야코, 히라타 히로미, 시모다 아사미, 아사쿠라 아즈미                                                                 | [ 29 ]        |
| 2011년 | THE IDOLM@STER 6th ANNIVERSARY SMILE SUMMER FESTIV@L!         | 삿포로 공연                                                   | 7월 2일 Zepp Sapporo(홋카이도)                   | 이마이 아사미, 원인실, 나카무라 에리코, 인 후진야자, 히라타 히로미, 와카바야시 나오미, 하세가와 아키코, 누마쿠라 마나미 | [ 29 ]        |
| 2011년 | THE IDOLM@STER 6th ANNIVERSARY SMILE SUMMER FESTIV@L!         | 나고야 공연                                                   | 7월 9일 Zepp Nagoya(아이치현)                    | 시모다 아사미, 아사쿠라 아즈미, 나카무라 에리코, 인 후진야자, 히라타 히로미, 와카바야시 나오미, 하세가와 아키코, 누마쿠라 마나미                                                                                           | [ 29 ]        |
| 2011년 | THE IDOLM@STER 6th ANNIVERSARY SMILE SUMMER FESTIV@L!         | 후쿠오카 공연                                                 | 7월 16일 Zepp Fukuoka(후쿠오카현)                | 인 후진야자, 히라타 히로미, 나카무라 에리코, 이마이 아사미, 시모다 아사미, 하세가와 아키코, 하라 유미, 아사쿠라 아즈미 | [ 29 ]        |
| 2011년 | THE IDOLM@STER 6th ANNIVERSARY SMILE SUMMER FESTIV@L!         | 오사카 공연                                                   | 7월 23일 Zepp Osaka(오사카부)                    | 와카바야시·누마쿠라는 리더.</ref>, 나카무라 에리코, 이마이 아사미, 시모다 아사미, 하세가와 아키코, 하라 유미, 아사쿠라 아즈미                                                                                              | [ 29 ]        |
| 2012년 | THE IDOLM@STER WINTER C@RNIVAL!                               | Daytime C@RNIVAL                                              | 1월 15일 Shibuya O-EAST(도쿄도)                  | 나카무라 에리코, 하세가와 아키코, 시모다 아사미, 아사쿠라 아즈미, 인 후진야자, 누마쿠라 마나미 | [ 30 ]        |
| 2012년 | THE IDOLM@STER WINTER C@RNIVAL!                               | Night C@RNIVAL                                                | 1월 15일 Shibuya O-EAST(도쿄도)                  | 나카무라 에리코, 하세가와 아키코, 시모다 아사미, 아사쿠라 아즈미, 인 후진야자, 원인열매 | [ 30 ]        |
| 2012년 | THE IDOLM@STER 7 th ANNIVERSARY 765 PRO ALLSTARS 모두와 함께! | THE IDOLM@STER 7 th ANNIVERSARY 765 PRO ALLSTARS 모두와 함께! | 6월 23 · 24일 요코하마 아레나 (가나가와현)       | 나카무라 에리코, 이마이 아사미, 니고 마야코, 아사쿠라 아즈미, 히라타 히로미, 와카바야시 나오미, 시모다 아사미, 쿠기미야 리에, 타카하시 치아키, 하세가와 아키코, 하라 유미, 누마쿠라 마나미, 타키타 쥬리                    | [ 31 ]        |
| 2013년 | THE IDOLM@STER MUSIC FESTIV@L OF WINTER!!                     | THE IDOLM@STER MUSIC FESTIV@L OF WINTER!!                     | 2월 10일 마쿠하리 이벤트 홀 (지바현)             | 나카무라 에리코, 인 후진야자, 아사쿠라 아즈미, 와카바야시 나오미, 시모다 아사미, 하세가와 아키코, 하라 유미, 누마쿠라 마나미, 타키타 쥬리                                                                                  | [ 32 ]        |
| 2013년 | THE IDOLM@STER 8th ANNIVERSARY HOP!STEP!! FESTIV@L!!!         | 나고야 공연                                                   | 7월 7일 Zepp Nagoya(아이치현)                    | 나카무라 에리코, 이마이 아사미, 하세가와 아키코, 시모다 아사미, 누마쿠라 마나미, 타키타 쥬리 게스트: 야마모토 희망, 요시무라아득한, 오오하시 아야카                                                                        | [ 33 ]        |
| 2013년 | THE IDOLM@STER 8th ANNIVERSARY HOP!STEP!! FESTIV@L!!!         | 오사카 공연                                                   | 7월 20 · 21일 오릭스 극장 (오사카부)             | 인 후진야자, 타키타 쥬리, 나카무라 에리코, 아사쿠라 아즈미, 시모다 아사미, 와카바야시 나오미 게스트: 이가라시 히로미, 마츠기려, 타카모리 나츠미(20일만), 하라사우리(21일만)                                                | [ 33 ]        |
| 2013년 | THE IDOLM@STER 8th ANNIVERSARY HOP!STEP!! FESTIV@L!!!         | 요코하마 공연                                                 | 8월 4일 파시피코 요코하마 국립대 홀(가나가와현)  | 하세가와 아키코, 아사쿠라 아즈미, 나카무라 에리코, 이마이 아사미, 니고 마야코, 하라 유미, 누마쿠라 마나미, 와카바야시 나오미 게스트: 야마자키아득한, 타도코로 가래나무, 이토미 와                                          | [ 33 ]        |
| 2013년 | THE IDOLM@STER 8th ANNIVERSARY HOP!STEP!! FESTIV@L!!!         | 후쿠오카 공연                                                 | 9월 15일 Zepp Fukuoka(후쿠오카현)                | 쿠기미야 리에, 원인실, 하세가와 아키코, 이마이 아사미, 누마쿠라 마나미 게스트: 마창도도, 하천추채 | [ 33 ]        |
| 2013년 | THE IDOLM@STER 8th ANNIVERSARY HOP!STEP!! FESTIV@L!!!         | 마쿠하리 공연                                                 | 9월 21 · 22일 마쿠하리 이벤트 홀 (지바현)        | 와카바야시 나오미, 시모다 아사미, 누마쿠라 마나미, 나카무라 에리코, 하세가와 아키코, 이마이 아사미, 니고 마야코, 쿠기미야 리에, 원인실 게스트: 오오하시 아야카, 후쿠하라 아야카, 야마자키아득한, 타도코로 가래나무         | [ 33 ]        |
| 2014년 | THE IDOLM@STER M@STERS OF IDOL WORLD!!2014                    | THE IDOLM@STER M@STERS OF IDOL WORLD!!2014                    | 2월 22 · 23일 사이타마 슈퍼 아레나               | 나카무라 에리코, 하세가와 아키코, 이마이 아사미, 니고 마야코, 아사쿠라 아즈미, 히라타 히로미, 시모다 아사미, 쿠기미야 리에, 타카하시 치아키, 하라 유미, 누마쿠라 마나미, 타키타 쥬리                                       | [ 34 ]        |
| 2014년 | THE IDOLM@STER 9th ANNIVERSARY WE ARE M@STERPIECE!!           | 오사카 공연                                                   | 8월 2 · 3일 인텍스 오사카 (오사카부)             | 이마이 아사미, 쿠기미야 리에, 타키타 쥬리, 시모다 아사미, 아사쿠라 아즈미, 누마쿠라 마나미 | [ 35 ]        |
| 2014년 | THE IDOLM@STER 9th ANNIVERSARY WE ARE M@STERPIECE!!           | 나고야 공연                                                   | 8월 16 · 17일 일본 가이시홀 (아이치현)           | 나카무라 에리코, 이마이 아사미, 히라타 히로미, 타키타 쥬리, 시모다 아사미, 원인열매 | [ 36 ]        |
| 2014년 | THE IDOLM@STER 9th ANNIVERSARY WE ARE M@STERPIECE!!           | 도쿄 공연                                                     | 10월 4 · 5일 도쿄 체육관 (도쿄도)                | 나카무라 에리코, 이마이 아사미, 쿠기미야 리에, 히라타 히로미, 시모다 아사미, 아사쿠라 아즈미, 하라 유미, 누마쿠라 마나미 게스트: 타키타 쥬리(4일만), 카야바라실리(5일만)                                                   | [ 37 ] [ 38 ] |
| 2015년 | THE IDOLM@STER M@STERS OF IDOL WORLD!!2015                    | THE IDOLM@STER M@STERS OF IDOL WORLD!!2015                    | 7월 18 · 19일 세이부 프린스 돔 (사이타마현)      | 나카무라 에리코, 이마이 아사미, 아사쿠라 아즈미, 히라타 히로미, 시모다 아사미, 쿠기미야 리에, 타카하시 치아키, 하라 유미, 누마쿠라 마나미, 타키타 쥬리                                                                     | [ 39 ]        |

### 참가 이벤트
| 공연년 | 타이틀                                             | 공연일·회장                                      | 출연자 | 출처   |
| ------ | -------------------------------------------------- | ------------------------------------------------ | --- | ------ |
| 2008년 | Animelo Summer Live 2008 -Challenge-               | 8월 31일 사이타마 슈퍼 아레나(사이타마현)        | 나카무라 에리코, 이마이 아사미, 타카하시 치아키, 시모다 아사미 | [ 40 ] |
| 2008년 | 5 pb. presents 'EXTRA HYPER GAME MUSIC EVENT 2008' | 10월 13일 STUDIO COAST(도쿄도)                   | 이마이 아사미, 니고 마야코, 히라타 히로미, 하세가와 아키코 | [ 41 ] |
| 2009년 | 브시로드카드게임 LIVE2009                          | 2월 1일 일본 청년관 대홀(도쿄도)                 | 이마이 아사미, 니고 마야코 | [ 42 ] |
| 2009년 | Animelo Summer Live 2009 -RE:BRIDGE-               | 8월 23일 사이타마 슈퍼 아레나(사이타마현)        | 나카무라 에리코, 이마이 아사미, 니고 마야코 | [ 43 ] |
| 2010년 | 브시로드카드게임 LIVE2010                          | 2월 6일 나카노 썬 플라자 (도쿄도)                | 나카무라 에리코, 이마이 아사미, 하라 유미, 누마쿠라 마나미 | [ 44 ] |
| 2011년 | 브시로드카드게임 LIVE2011                          | 2월 27일 파시피코 요코하마 국립대 홀(가나가와현) | 하라 유미, 누마쿠라 마나미, 아사쿠라 아즈미 | [ 45 ] |
| 2011년 | Animelo Summer Live 2011 -rainbow-                 | 8월 27일 사이타마 슈퍼 아레나(사이타마현)        | 나카무라 에리코, 이마이 아사미, 하세가와 아키코, 원인열매 | [ 46 ] |
| 2011년 | 리스아니! LIVE 2011                                | 12월 4일 일본 무도관 (도쿄도)                    | 나카무라 에리코, 시모다 아사미, 히라타 히로미, 누마쿠라 마나미, 아사쿠라 아즈미 | [ 47 ] |
| 2012년 | ACE 스페셜 라이브 스테이지                         | 3월 31일 마쿠하리 멧세 (지바현)                  | 나카무라 에리코, 하세가와 아키코, 누마쿠라 마나미, 아사쿠라 아즈미 | [ 48 ] |
| 2012년 | 싱글벙글 초파티                                    | 4월 28일 마쿠하리 이벤트 홀(지바현)              | 나카무라 에리코, 인 후진야자, 히라타 히로미, 시모다 아사미 | [ 49 ] |
| 2012년 | 전파 연구사 LIVE SPECIAL                           | 4월 29일 마쿠하리 멧세(지바현)                   | 이마이 아사미, 하세가와 아키코, 니고 마야코, 하라 유미, 아사쿠라 아즈미 | [ 50 ] |
| 2012년 | SUPER GAMESONG LIVE 2012 -NEW GAME-                | 5월 26일 파시피코 요코하마 국립대 홀(가나가와현) | 이마이 아사미, 하세가와 아키코, 누마쿠라 마나미 | [ 51 ] |
| 2012년 | 음 격~Game Sound Impact 2012~                      | 8월 4일 시모우사 운동 공원(지바현)               | 나카무라 에리코, 하라 유미, 아사쿠라 아즈미 | [ 52 ] |
| 2013년 | 리스아니! LIVE-3                                   | 1월 26일 일본 무도관(도쿄도)                     | 나카무라 에리코, 이마이 아사미, 와카바야시 나오미, 누마쿠라 마나미 | [ 53 ] |
| 2013년 | 싱글벙글 초아니손페스                              | 4월 28일 마쿠하리 멧세(지바현)                   | 시모다 아사미, 하라 유미, 누마쿠라 마나미 | [ 54 ] |
| 2014년 | 초음악제 2014                                      | 4월 27일 마쿠하리 멧세(지바현)                   | 누마쿠라 마나미, 하라사우 사토, 야마자키하루카 | [ 55 ] |
| 2014년 | Animelo Summer Live 2014 -ONENESS-                 | 8월 30일 사이타마 슈퍼 아레나(사이타마현)        | 나카무라 에리코, 이마이 아사미, 시모다 아사미, 누마쿠라 마나미, 오오하시 아야카, 후쿠하라 아야카, 하라사우 사토, 아오키 유리자, 송기려, 요시무라아득한, 야마자키아득한, 타도코로 가래나무, Machico, 마창도도 | [ 56 ] |
| 2014년 | Anime Festival Asia 2014 I LOVE ANISONG Concert    | 12월 6일 산텍·싱가폴 국제 회의 전시장 (싱가폴)   | 이마이 아사미, 하라 유미, 누마쿠라 마나미, 오오하시 아야카, 타도코로 가래나무 | [ 57 ] |
| 2015년 | 초음악제 2015                                      | 4월 25일 마쿠하리 멧세(지바현)                   | 누마쿠라 마나미, 후쿠하라 아야카, 타도코로 가래나무, 후지이 유키야 | [ 58 ] |
| 2015년 | Animelo Summer Live 2015 -THE GATE-                | 8월 28일 사이타마 슈퍼 아레나(사이타마현)        | 나카무라 에리코, 이마이 아사미, 아사쿠라 아즈미, 시모다 아사미, 누마쿠라 마나미, 원인열매 | [ 59 ] |

## 콜라보레이션
태고의 달인 시리즈나 테일즈 오브 시리즈 등, 반다이 남코 엔터테인먼트에서 발매되고 있는 게임 등으로 다채로운 콜라보레이션을 하고 있다.

## 참고 문헌
- 《리스아니!  vol. 5.1》 (소니·매거진스). 2011년 6월 29일. ISBN 9784789771405. |제목=이(가) 없거나 비었음 (도움말)

### 내용주
1. ↑  ‘아이돌’과 ‘마스터’ 사이에 띄어쓰기가 없는 것은, 오자가 아닌 남코의 공식 표기다.
2. ↑  Android판의 전달 개시일.
3. ↑  즉흥 참가.
4. ↑  당초 5월 23일에 개최 예정이었지만, 연기되었다.
5. ↑  나카무라·하세가와는 리더.
6. ↑  이마이·하라는 리더.
7. ↑  시모다·아사쿠라는 리더.
8. ↑  인 후·히라타는 리더.
9. ↑  나카무라·이마이는 리더.
10. ↑  인 후·타키카는 리더.
11. ↑  하세가와·아사쿠라는 리더.
12. ↑  쿠기미야·하라는 리더.
13. ↑  와카바야시·시모다·누마쿠라는 리더.
14. ↑  애니메이션 컨텐츠 엑스포 2012내.
15. ↑  싱글벙글 초회의내.
16. ↑  싱글벙글 초회의 2내.
17. ↑  싱글벙글 초회의 3내.
18. ↑  싱글벙글 초회의 2015내.

### 참조주
1. ↑  THE IDOLM@STER WEB, 2015년 7월 26일 열람.
2. 1 2  콘프티크.com 'THE IDOLM@STER' 개발 스탭 인터뷰! 그 1의 2004년 11월 24일의 어카이브, 2015년 7월 26일 열람.
3. ↑  Xbox 360으로 발매되는 '아이돌마스터'에 대해 말하는 개발진의 영혼의 코멘트를 공개!  -파미통.com, 2015년 7월 26일 열람.
4. ↑  '리스아니!  vol. 5.1'p. 7
5. ↑  '리스아니!  vol. 5.1', p. 41.
6. ↑  'THE IDOLM@STER' 개발 스탭 인터뷰! 그 2 2004년 11월 24일의 어카이브, 2015년 7월 26일 열람.
7. ↑  특별 인터뷰 Xbox 360 '아이돌마스터', 2015년 7월 26일 열람.
8. ↑  '리스아니!  vol. 5.1', p. 44
9. ↑  '리스아니!  vol. 5.1', p. 124
10. ↑  '리스아니!  vol. 5.1', p. 104
11. ↑  ASCII.jp:【특별 기획】아이돌마스터 라이브 포 유! 탄생 비화 (전편) (1/4) , 2015년 7월 26일 열람.
12. ↑  PS3 '아이돌마스터 원 포 올' 무료 업데이트의 실시가 결정! '밀리언 라이브!'의 하코자키 세리카가 스페셜 게스트로 등장하는 DLC 제 2탄은 6월 25일에 전달|Gamer, 2015년 7월 26일 열람.
13. ↑  '아이돌마스터 라이브 포 유!' 제작 발표회를 개최--신곡 라이브도 (1/4) - ITmedia +D Games, 2015년 7월 26일 열람.
14. 1 2  '아이돌마스터' 시리즈의 음악 CD 'THE IDOLM@STER ANIM@TION MASTER 생방임까 SPECIAL 01'이 제54회 레코드 대상 '기획상'을 수상- 4Gamer.net, 2015년 7월 26일 열람.
15. ↑  인기 캐릭터, 사상 최초의 5작 동시 TOP10 | ORICON STYLE, 2015년 7월 26일 열람.
16. ↑  전격- '아이돌마스터'의 라이브 BD가 오리콘주일 BD 랭킹에서 종합 1위를 획득!, 2015년 7월 26일 열람.
17. ↑  1153662092,57382,0,0.html 9명의 아이돌이 생 스테이지를 피로!'아이돌마스터'의 1주년 기념 라이브가 개최-파미통. com, 2015년 9월 2일 열람.
18. ↑  ITmedia +D Games:다음 되는 전개도 발표!?——'THE IDOLM@STER ALL STAR LIVE 2007'(1/2) , 2015년 9월 2일 열람.
19. ↑  'Go to the NEXTSTAGE!! THE IDOLM@STER GREAT PARTY@TOKYO'로 Xbox 360 '아이돌마스터라이브포유!'동영상을 처음공개, 2015년 9월 2일 열람.
20. ↑  “보관된 사본”. 2008년 2월 3일에 원본 문서에서 보존된 문서. 2015년 9월 7일에 확인함., 2015년 9월 2일 열람.
21. ↑  id=1241741296 '아이돌마스터'3주년 기념 완전 리포트(전편) | 애니메이트 TV -애니메이션 뉴스나 성우의 순인 정보를 매일 갱신 보관됨 2015-08-20 - 웨이백 머신, 2015년 9월 2일 열람.
22. ↑  첫날부터 수북히 담음 오름다미〜!?'아이마스'4주년 라이브 리포트@나고야[깨진 링크(과거 내용 찾기)], 2015년 9월 2일 열람.
23. ↑  '후쿠오카의 밤은 7시'에 뜨겁게 분위기가  산다!?'아이마스'4주년 라이브 리포트@후쿠오카[깨진 링크(과거 내용 찾기)], 2015년 9월 2일 열람.
24. ↑  대량의 사진과 상세 리포트로 보내는 '아이돌마스터'4주년 기념 라이브-파미통. com, 2015년 9월 2일 열람.
25. ↑  만큼만 이익!?'아이마스'라이브 투어 오사카 공연은 써프라이즈의 연속[깨진 링크(과거 내용 찾기)], 2015년 9월 2일 열람.
26. ↑  대량의 사진과 상세 리포트로 '아이돌마스터'크리스마스 라이브의 흥분을 재현!  -파미통. com, 2015년 7월 26일 열람.
27. ↑  5명 편성에, 새로운 멤버도!“THE IDOLM@STER 5 th ANNIVERSARY The world is all one!!”속보 리포트【사진 추가】-파미통. com, 2015년 7월 26일 열람.
28. ↑  id=1294711067 감동에 싸인“THE IDOLM@STER”라이브 리포트-애니메이트 TV 보관됨 2015-08-20 - 웨이백 머신, 2015년 7월 26일 열람.
29. 1 2 3 4 5  '전격공주 12월호 증간 아이돌마스터 오피셜 매거진 통째로 아이마스 For You!', 아스키·미디어 워크스, 2011년 10월 27일, 68 페이지.
30. 1 2  4 gamer.net/games/137/G013714/20120120002/ 4 Gamer.net—아이마스라이브 'THE IDOLM@STER WINTER C@RNIVAL!'(이)가 개최.비밀 게스트의 등장이나, 출연자가 선택한 애니메이션명 장면집 등, 노래 이외의 즐거움도 가득, 2015년 7월 26일 열람.
31. ↑  4 gamer.net/games/137/G013714/20120625018/ 4 Gamer.net—아이마스 7 주년 기념 라이브 'THE IDOLM@STER 7 th ANNIVERSARY 765 PRO ALLSTARS 모두와 함께!'개최.신작 타이틀이나, 향후의 전개등도 발표된 라이브의 모양을 리포트, 2015년 7월 26일 열람.
32. ↑  4 gamer.net/games/137/G013714/20130402042/애니메이션 '아이돌마스터'극장판의 제작도 발표된 아이마스라이브, 'THE IDOLM@STER MUSIC FESTIV@L OF WINTER!!'의 리포트를, 만반의 준비를 해 이 타이밍에 게재- 4 Gamer.net, 2015년 7월 26일 열람.
33. 1 2 3 4 5  '【아이마스 8 주년 투어】마쿠하리 추가 공연&게스트 출연자 결정·WEB 선행 신청 접수의 안내'|아이돌마스터 공식 브로그, 2015년 4월 10일 열람.
34. ↑  THE IDOLM@STER OFFICIAL WEB|THE IDOLM@STER M@STERS OF IDOL WORLD!!2014 개최 개요, 2015년 7월 26일 열람.
35. ↑  th_tour/information.php THE IDOLM@STER 9 th ANNIVERSARY WE ARE M@STERPIECE!!개최 개요[깨진 링크(과거 내용 찾기)], 2015년 7월 26일 열람.
36. ↑  th_tour/information.php THE IDOLM@STER 9 th ANNIVERSARY WE ARE M@STERPIECE!!개최 개요[깨진 링크(과거 내용 찾기)], 2015년 7월 26일 열람.
37. ↑  오른손에 동경을, 왼쪽으로 정열을.“THE IDOLM@STER 9 th ANNIVERSARY WE ARE M@STERPIECE!!”도쿄 공연 첫날 리포트|리스아니! WEB 보관됨 2014-10-14 - 웨이백 머신, 2015년 7월 26일 열람.
38. ↑  '우리, 취미·특기.아이마스입니다!!'.“THE IDOLM@STER 9 th ANNIVERSARY WE ARE M@STERPIECE!!”도쿄 공연 마지막 날 리포트|리스아니! WEB 보관됨 2015-06-07 - 웨이백 머신, 2015년 7월 26일 열람.
39. ↑  th_live/information.php THE IDOLM@STER OFFICIAL WEB|THE IDOLM@STER M@STERS OF IDOL WORLD!!2015 개최 개요[깨진 링크(과거 내용 찾기)], 2015년 7월 26일 열람.
40. ↑  Animelo Summer Live 2008 -Challenge-아티스트, 2015년 8월 7일 열람.
41. ↑  THE IDOLM@STER OFFICIAL WEB 보관됨 2008-10-15 - 웨이백 머신, 2015년 8월 7일 열람.
42. ↑  브시로드카드게임 LIVE2009 리얼타임 속보 보관됨 2016-03-04 - 웨이백 머신, 2015년 8월 7일 열람.
43. ↑  Summer Live 2009 -RE:BRIDGE-, 2015년 8월 7일 열람.
44. ↑  나카노 썬 플라자가 흔들릴 정도의 열광!“브시로드카드게임 LIVE2010”리포트!  -파미통. com, 2015년 8월 7일 열람.
45. ↑  id=1300067702“브시로드카드게임 LIVE2011”리포트-애니메이트 TV 보관됨 2015-08-20 - 웨이백 머신, 2015년 8월 7일 열람.
46. ↑  [http://anisama.tv/2011/artist/ [출연 아티스트] Animelo Summer Live 2011 -rainbow- | 아니메로사마라이브 2011], 2015년 8월 7일 열람.
47. ↑  '리스아니!  vol. 8.1',143-144페이지, 소니·매거진스, 2012년 3월 3일, ISBN 978-4-7897-7160-3
48. ↑  'ACE 스페셜 라이브 스테이지'리포트! |HMV ONLINE, 2015년 8월 7일 열람.
49. ↑  출연자 정보│싱글벙글 초파티│싱글벙글 초회의 2012 공식 사이트 보관됨 2015-07-06 - 웨이백 머신, 2015년 8월 7일 열람.
50. ↑  콘테스트”의 생 애프터레코딩도!전파 연구사 LIVE SPECIAL 리포트【싱글벙글 초회의 2012】-파미통. com, 2015년 8월 7일 열람.
51. ↑  4 gamer.net/games/000/G000000/20120528035/ 4 Gamer.net—'SUPER GAMESONG LIVE 2012'의 이벤트굿스를 싱글벙글 직판으로 판매, 2015년 8월 7일 열람.
52. ↑  출장판 '샤이니페스타'!?“음 격”으로 나카무라, 아사쿠라, 하라의 '아이마스'팀이 열창!【게임 서머 축제 2012】-파미통. com, 2015년 8월 7일 열람.
53. ↑  리스아니! LIVE, 2015년 8월 7일 열람.
54. ↑  RED STAGE│싱글벙글 초회의 2 공식 사이트 보관됨 2015-07-06 - 웨이백 머신, 2015년 8월 7일 열람.
55. ↑  2014 | 싱글벙글 초회의 3
56. ↑  Animelo Summer Live 2014 -ONENESS- | 아니메로사마라이브 2014, 2015년 8월 7일 열람.
57. ↑  THE IDOLM@STER: AFA 2014 – I LOVE ANISONG - Anime Festival Asia 2014
, 2015년 8월 7일 열람.
58. ↑  니코나타(음악) '초음악제 2015'리포트(2/4) -음악 나타리 Power Push, 2015년 8월 7일 열람.
59. ↑  day=0&id=0 Animelo Summer Live 2015 -THE GATE-, 2015년 8월 7일 열람.